# Salvatore Barbaro

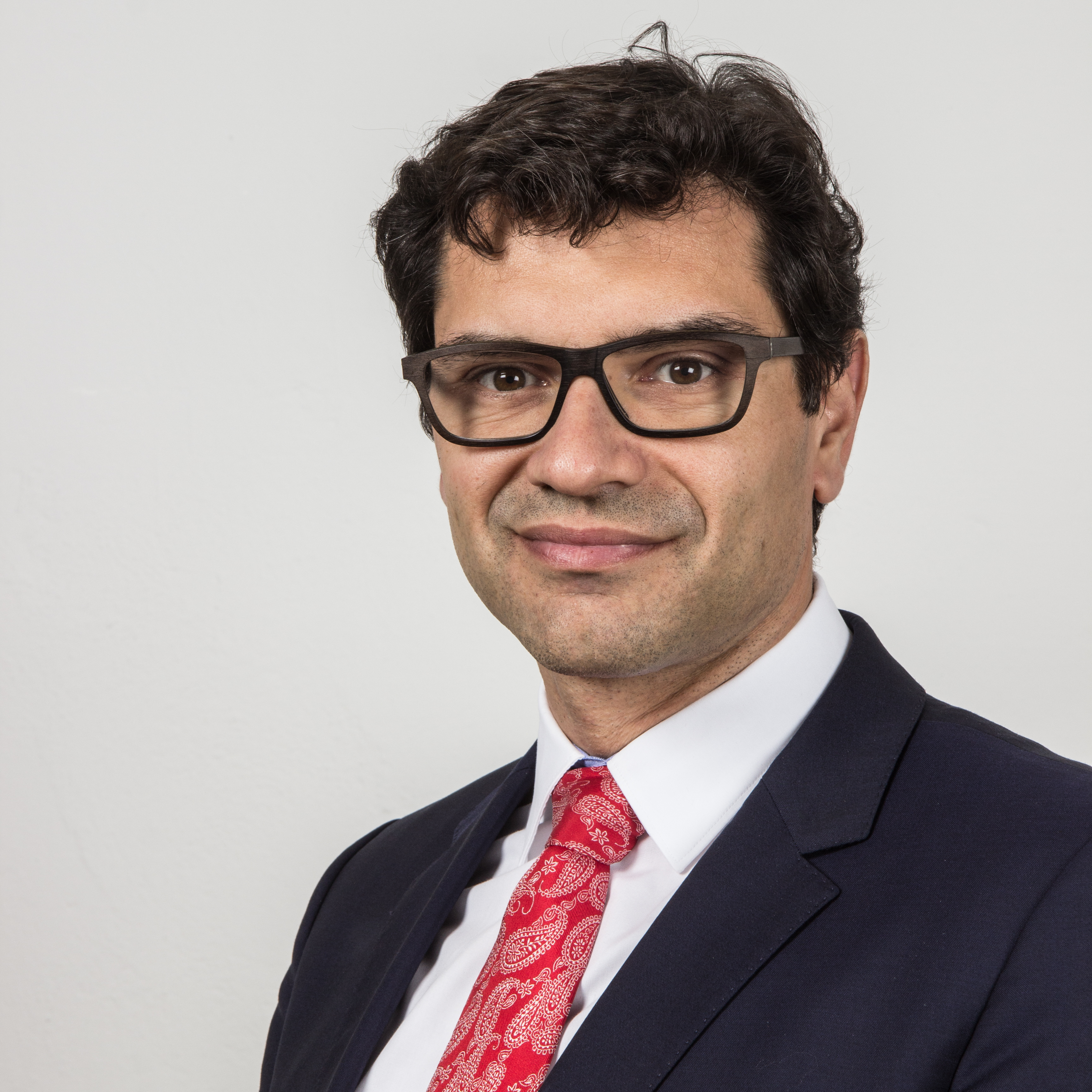
Salvatore Barbaro (2016)

Salvatore Barbaro (* 22. Juli 1974 in Fulda) ist ein Finanzwissenschaftler und ehemaliger deutscher Politiker (SPD). Er war seit 2010 Finanzstaatssekretär des Landes Rheinland-Pfalz und von 2016 bis Ende Februar 2019 Staatssekretär im Ministerium für Wissenschaft, Weiterbildung und Kultur des Landes Rheinland-Pfalz.

## Leben
Nach dem Besuch der Grund- und Hauptschule erlangte Barbaro an der Berufsfachschule die mittlere Reife. Von 1992 bis 1995 besuchte der die gymnasiale Oberstufe der Richard-Müller-Schule in Fulda. 1995 begann er ein Studium der Volkswirtschaftslehre, Wirtschaftspädagogik und Germanistik an der Georg-August-Universität Göttingen. Dort promovierte er 2004 zum Thema „Equity and Efficiency Considerations of Public Higher Education“. Vor der Promotion wurde Barbaro Honorary Associate an der University of Wisconsin–Madison. 2012 wurde er vom Präsidenten der Johannes-Gutenberg-Universität Mainz zum Honorarprofessor ernannt.
Von 2004 bis 2006 arbeitete Barbaro am Institut für Volkswirtschaftslehre der Johannes Gutenberg-Universität Mainz. Danach ging er als Grundsatzreferent in das Büro des Ministers für Wirtschaft, Verkehr, Landwirtschaft und Weinbau des Landes Rheinland-Pfalz, Hendrik Hering. Von 2007 bis 2008 vertrat Barbaro den Lehrstuhl für Finanzwissenschaft an der Universität Mainz, bevor er als stellvertretender Zentralabteilungsleiter und Beauftragter für den Haushalt in das Ministerium für Bildung, Wissenschaft, Jugend und Kultur ging. Am 20. Juli 2010 stellten der Ministerpräsident des Landes Rheinland-Pfalz und der Finanzminister des Landes, Kurt Beck und Carsten Kühl, Barbaro als neuen Finanzstaatssekretär vor. Er trat dieses Amt zum 17. August 2010 an. Salvatore Barbaro war von 2010 Aufsichtsratsvorsitzender der Lotto Rheinland-Pfalz GmbH, von 2012 bis 2016 Verwaltungsratsvorsitzender der fusionierten Investitions- und Strukturbank Rheinland-Pfalz  AöR. Von 2013 bis 2017 war er Aufsichtsratsvorsitzender der Flughafen Frankfurt-Hahn GmbH, von 2016 bis 2019 war er Aufsichtsratsvorsitzender der Universitätsmedizin Mainz AöR und ebenfalls von 2016 bis 2019 Vorsitzender der Landesstiftung Arp-Museum Bahnhof Rolandseck. Zwischen Januar 2017 und Juni 2018 war Barbaro Kreisvorsitzender der SPD Mainz-Bingen.
Salvatore Barbaro unterlag bei der Stichwahl zum Landrat des Landkreises Mainz-Bingen am 25. Juni 2017 Dorothea Schäfer (CDU).
Ende Februar 2019 beendete Barbaro seine politische Karriere um eine Vertretungsprofessur in Wirtschaftswissenschaft an der Johannes Gutenberg-Universität Mainz zu übernehmen. Dort lehrt er unter anderem zu Social Choice and Collective Decision Making.

## Schriften

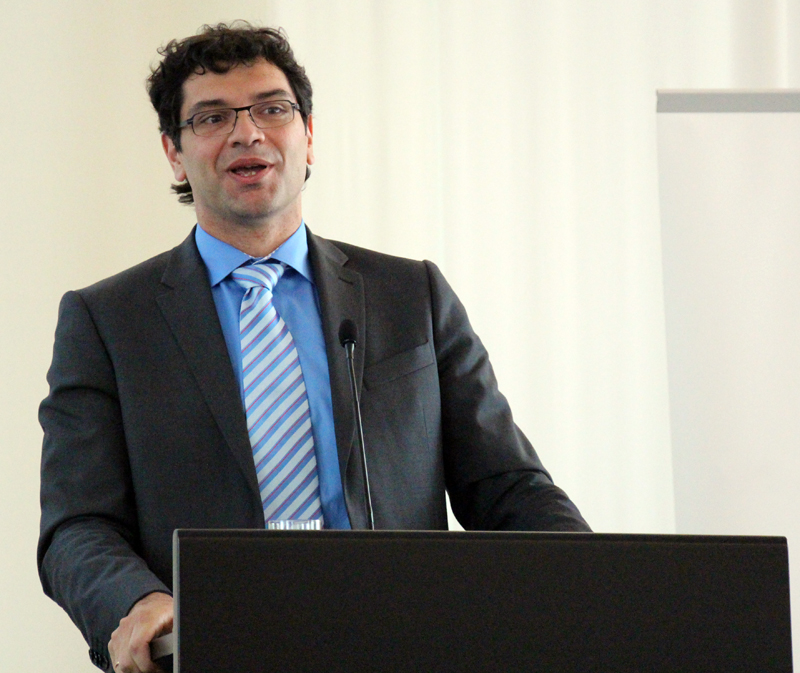
Salvatore Barbaro (2013)

- Word Length Distribution in Italian Letters by Pier Paolo Pasolini. In: Journal of Quantitative Linguistics. Band 7, 2000, S. 115–120.
- Neuere Entwicklungen in der Bildungsökonomie. In: List-Forum. Band 29, 2003, S. 237–248.
- The Distributional Impact of Subsidies to Higher Education—Empirical Evidence from Germany. In: Finanzarchiv. Band 59, 2003, S. 458–478.
- Equity and Efficiency Considerations of Public Higher Education (= Lecture Notes in Economics and Mathematical Systems, Band 557). Springer-Verlag, 2005.
- mit Jens Südekum: Reforming a complicated income-tax system: The political economics perspective. In: European Journal of Political Economy. Band 22, 2006, S. 458–478.
- mit Silke Rath: Steuerreformen aus politökonomischer Sicht. In: Statistik und Wissenschaft. Band 7, 2007, S. 221–234.
- Mitnahmeeffekte durch die öffentliche Hochschulfinanzierung. In: Wirtschaftspolitische Blätter. 1/2007, S. 45–56.
- Subsidies to Higher Education and Income-Tax Progression. In: Public Finance and Management. Band 7, 2007, S. 363–392.
- mit Denis Alt: Die Reform der Erbschaftsteuer – eine erste Bewertung. In: Wirtschaftsdienst. 11/2007, S. 728–731. Download (PDF)
- mit Jens Südekum: Voting on income tax exemptions. In: Public Choice. Band 138, 2009, S. 239–253.